# Södra Ängby villaförening
Södra Ängby villaförening, bildad som Ängby villaägareförening den 8 juni 1933, är en intresseförening för villaägarna i det berömda funktionalistiska villaområdet Södra Ängby i Bromma, Stockholm; ett av världens största bevarade modernistiska villaområden. 
Föreningen har bidragit till Södra Ängbys klassning som Riksintresse för kulturmiljövården av Riksantikvarieämbetet 1987, såväl som till en omfattande byggnadsinventering som gjorts under mitten av 1990-talet och boken Södra Ängby - Den vita staden (Footlights Publishing, 2000). Föreningen fyller alltjämt en central roll för att bistå medlemmarna i det praktiska arbetet med att bevara områdets karaktär, och för att sprida information om förändringar av detaljplaner med mer i närområdet. Föreningen var tidigare drivande i Stockholms småhusägares centralorganisation.
Villaföreningen arrangerar även ett flertal aktiviteter över året, så som Ängbyloppet, Valborgsfirande och fester. Föreningen har även tagit till sin uppgift att bland annat genom Södra Ängby tidning och en webbplats sprida aktuell information inom området, i frågor som trafik, miljö- och detaljplaner och skola.

## Historik

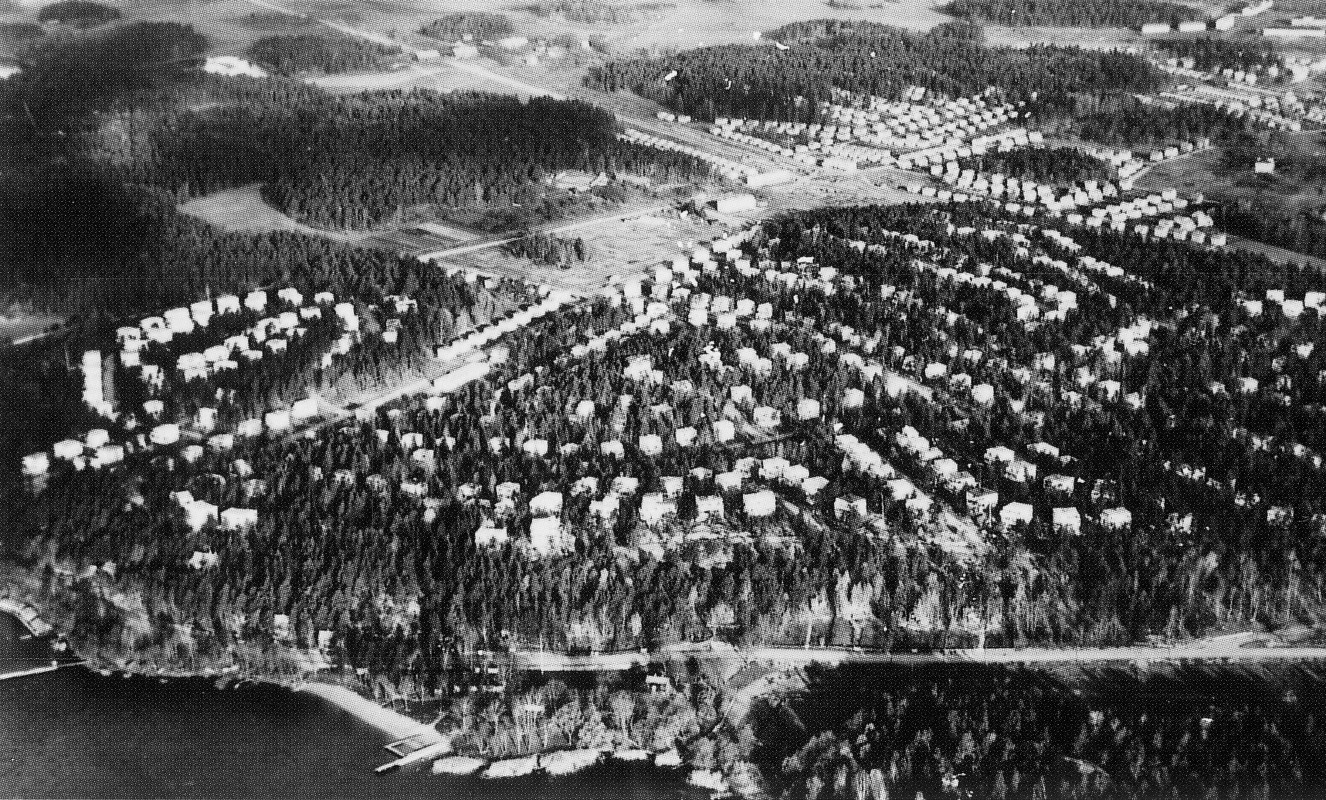
Flygfoto över Södra Ängby i slutet av 1930-talet.

De första invånarna i Ängby upplevde tidigt ett behov att samlas i en gemensam intresseförening. Först grundades en annan förening, Stora Ängby Trädgårdsstadsförening, men intresseområdena skiljde sig åt mellan egnahemsbyggarna som dominerade det först påbörjade norra området, och köparna av nyckelfärdiga villor på vägarna runt Kyrksjön. Därför kom Ängby villaförening att bildas för villaägarna i Norra Ängby.
När de första villorna i Södra Ängby började byggas 1934-35 anslöt sig dessa till Ängby Villaägareförening. Under 30-talet hade föreningen sitt säte i Norra Ängby, men snart blev villorna i Södra Ängby fler till antalet än de runt Kyrksjön i Norra Ängby. 1947 hamnade ordförandeklubban i Södra Ängby och från denna tid finns föreningens handlingar bevarade, och föreningens namn byttes till Södra Ängby villaförening.